# Virtuális asszisztens
A virtuális asszisztens (általánosan rövidítve VA, gyakran virtuális irodai asszisztens) egy gyűjtőfogalom, amit azokra a magasan képzett szakemberekre használunk, akik virtuálisan, a távolból (otthonról, úgynevezett „home office”-ból), segítenek vállalkozásoknak, támogatják azok működését. A virtuális asszisztensek szakosodhatnak képzettségüknek, tapasztalatuknak, érdeklődési körüknek megfelelően. Hazánkban virtuális asszisztens néven futnak azok a vállalkozások, akik virtuális adminisztrációs asszisztencia szolgáltatásokat látnak el.
A virtuális asszisztens gyűjtőfogalom ennél többet is takar. Ide sorolhatjuk például a virtuális marketing asszisztenseket, a virtuális szövegíró (tartalomkészítő) asszisztenseket, a virtuális személyi asszisztenseket stb. Vagyis a virtuális asszisztens nem feltétlenül, s nem minden esetben egyenlő egy „virtuális titkárnővel”.
A virtuális asszisztensek szabadúszó, egyéni vállalkozók, akik szerződéses kapcsolatban állnak ügyfeleikkel. A saját vállalkozásuk adózásáért saját maguk felelnek, vagyis az ügyfélnek nincs gondja a munkabérre, járulékokra, munkaviszonnyal kapcsolatosan jelentkező egyéb teendőkre. A virtuális asszisztens egyszerre több ügyfelet is kiszolgálhat, feladatait elláthatja havibérben, órabérben, projekt alapú díjazással, stb. Amilyen formában a szerződő felek megállapodnak.
Manapság egyre inkább az a tendencia, hogy a virtuális asszisztensek többsége a virtuális platformon tevékenykedő vállalkozásokat támogatja.
Segít számukra:
- az értékesítési csatorna kiépítésében
- rendbe tenni az elhatalmasodó irathalmazt
- rendszerezni az e-mailjeiket
- elláthatja a cég ügyfélszolgálati feladatait akár telefonon, akár e-mailben
- kezelheti a közösségi média felületeit[4]
- webshopok és weboldalak tartalmi karbantartását végezhetik[5]

A technika fejlődése, az újabbnál újabb applikációk megjelenése mind-mind kedvez a virtuális asszisztensek számára. Hisz ezek megkönnyítik a kommunikációt az ügyfeleikkel, átláthatóbbá, követhetőbbé teszi a munkameneteket, az elvégzett feladatokat. A kommunikáció legfőbb platformja az Internet: e-mailek, telefon-konferenciák és VoIP szolgáltatások (mint például Skype, Google Voice) segítségével zajlik a kommunikáció.
Szerte a világban már nagy népszerűségnek örvend ez a szakma, különösen a rugalmas munkavállalást keresők körében.

## Populáris kultúrában
Virtuális asszisztensek szerves részét képezték Tim Ferris 4 órás munkahét című 2007-es bestsellerének, amiben az író arról ír, hogy virtuális asszisztenseket vett fel, hogy azok kezeljék leveleit, fizessék számláit és vezessék cége egy részét.

## Fordítás
- Ez a szócikk részben vagy egészben  a   Virtual assistant (occupation) című angol Wikipédia-szócikk ezen változatának fordításán alapul.  Az eredeti cikk szerkesztőit annak laptörténete sorolja fel. Ez a jelzés csupán a megfogalmazás eredetét és a szerzői jogokat jelzi, nem szolgál a cikkben szereplő információk forrásmegjelöléseként.